# Појениле (Бузау)
Појениле (рум. Poienile) насеље је у Румунији у округу Бузау у општини Патарлађеле. Oпштина се налази на надморској висини од 292 m.

## Становништво
Према подацима из 2002. године у насељу је живело 355 становника, од којих су сви румунске националности.